# Македонская лига (античность)

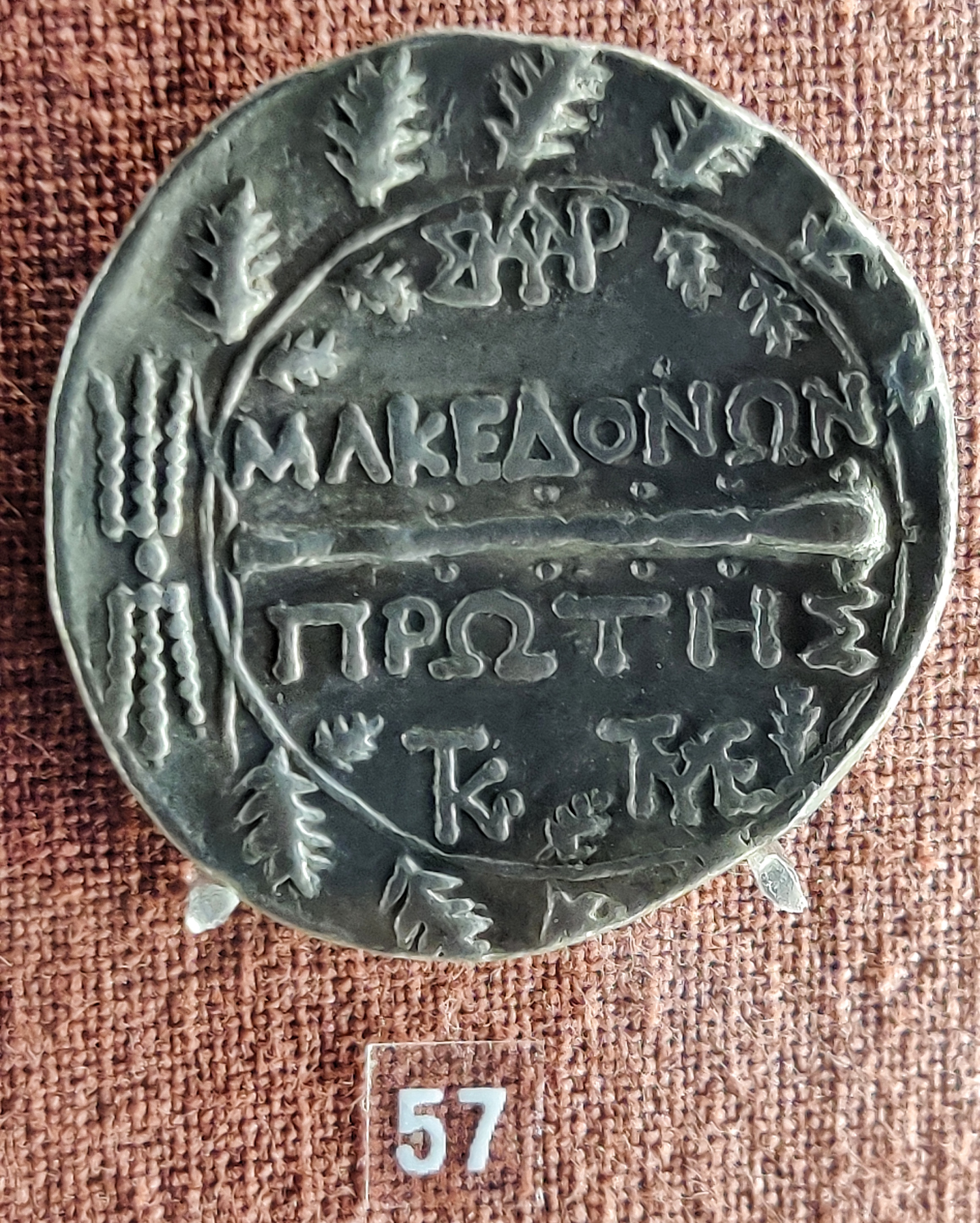

Македонская лига — организация в Древней Македонии.
После подавления римлянами выступления Андриска в 146 году до н. э. были ликвидированы существовавшие в стране после Третьей Македонской войны четыре республики (мериды) и образована римская провинция Македония. При этом продолжали функционировать прежние союзы — койноны, лишённые однако политических и административных полномочий, чьи функции постепенно стали сводиться в основном к религиозным.
Преобладающее значение имела Македонская лига, в которую входили многие города провинции. Ларсен отметил, что лига точно существовала при императоре Клавдии (правил в 41—54 годах), а, возможно, уже при Августе или даже раньше, но не до Андриска. По замечанию советских учёных О. В. Кудрявцева и А. С. Шофмана, в сферу компетенции Македонской лиги входили вопросы представления интересов македонян перед Римом, организации торжественных посольств, заведования императорским культом. Однако местными делами лига занималась в незначительной степени.